# Altenach
Altenach é uma comuna francesa na região administrativa de Grande Leste, no departamento Alto Reno. Estende-se por uma área de 6,21 km². Em 2010 a comuna tinha 396 habitantes (densidade: 63,8 hab./km²).